# Ray Sambrook
Raymond Sambrook, detto Ray (Wolverhampton, 21 maggio 1933 – Newport, 1999), è stato un calciatore inglese, di ruolo attaccante.

## Caratteristiche tecniche
Era un'ala.

## Carriera
Inizia la carriera con i semiprofessionisti del Wednesfield per poi dal 1954 al 1957 giocare nella terza divisione inglese con il Coventry City: nei suoi tre anni di permanenza con gli Sky Blues, tutti trascorsi in questa categoria, totalizza complessivamente 96 presenze e 27 reti in incontri di campionato. Nell'estate del 1957 viene acquistato dal Manchester City, club di prima divisione; inizia la stagione 1957-1958 come riserva, tanto che di fatto il suo esordio in campionato con i Citizens arriva solamente l'11 gennaio 1958, nel pareggio casalingo per 1-1 contro il Nottingham Forest. La settimana seguente segna anche il suo primo gol in questa categoria (una rete ininfluente ai fini del risultato nella sconfitta per 2-1 sul campo del Portsmouth), e da questo momento fino al termine della stagione gioca poi spesso da titolare, terminando il torneo con 3 gol in 16 presenze. Nella stagione 1958-1959 mantiene inizialmente la titolarità (gioca infatti tutte le prime 10 giornate di campionato) e, in generale, pur con alcuni periodi in cui perde il posto in squadra, gioca nel complesso 33 partite su 42 disponibili in campionato, segnandovi anche un totale di 8 reti, tra le quali spicca una doppietta nel 5-1 casalingo sul Newcastle Utd del 14 marzo 1959.
Sambrook rimane poi al Manchester City per altre tre stagioni, nelle quali non riesce però a mantenere un rendimento all'altezza di quello nel suo primo biennio nel club: tra il 1959 ed il 1962, infatti, gioca in totale solamente 13 partite di campionato (con 2 reti segnate), grazie alle quali arriva ad un bilancio complessivo in carriera di 62 presenze e 13 reti nella prima divisione inglese. Nell'estate del 1962 scende di categoria e va a giocare in quarta divisione al Doncaster: nonostante il livello più basso del torneo non riesce tuttavia a giocare da titolare, disputando solamente 8 partite senza nessun gol segnato. Risale poi in terza divisione al Crewe Alexandra, con cui trascorre l'intera stagione 1963-1964 senza di fatto però mai scendere in campo in incontri di campionato (torneo che il club biancorosso chiude tra l'altro con una retrocessione in quarta divisione), ed a fine anno all'età di 31 anni si ritira.
In carriera ha totalizzato complessivamente 166 presenze e 38 reti nei campionati della Football League.